# كأس كيرين
{{
كأس كيرين (بالإنجليزية: Kirin Cup)‏ (باليابانية: キリンカップサッカー) وينطق (كيرين كابو ساكا)، هي بطولة ودية لكرة قدم استضافتها الشركة اليابانية للمواد الغذائية والمشروبات الروحية كيرين، والتي بدأ البطولة منذ سنة 1978, ويستضيفها اليابان لهذه البطولة منذ أكثر من 30 عاماً.

## مواقع خارجية
- الاتحاد الياباني لكرة القدم
- Statistics at مؤسسة إحصاءات وثيقة لرياضة كرة القدم
- Kirin Cup at Soccerway